# 铁尔加
铁尔加，是西班牙阿拉贡自治区萨拉戈萨省的一个市镇。 总面积66平方公里，总人口244人（2001年），人口密度4人/平方公里。